# La linea sottile
La linea sottile è un brano musicale scritto ed interpretato da Luciano Ligabue, estratto come terzo singolo dal suo nono album di inediti Arrivederci, mostro!, pubblicato l'11 maggio 2010. Il brano è stato prodotto da Corrado Rustici ed è stato reso disponibile per l'airplay radiofonico e il download digitale il 20 settembre 2010.
Il video musicale prodotto per La linea sottile alterna immagini tratte dal concerto a San Siro di Ligabue, realizzate dai registi Cristian Biondani e Angelo Poli ad immagini in studio riprese da Marco Salom.

## Tracce
1. La linea sottile – 4:02